# Lucila Vit
María Lucila Vit Lepiscopo est une actrice, mannequin et présentatrice de télévision chilienne de nationalité argentine née le 28 février 1985 à Rosario.

## Télévision

### Émission de télévision
- 2007-2008 : Yingo (Chilevisión) : Mannequin
- 2009 : El club de la comedia (Chilevisión) : Comédienne monologues
- 2009 : SQP (Chilevisión) : Mannequin
- 2009 : La muralla infernal: Estelar (Mega) : Mannequin
- 2009 : La muralla infernal (Mega) : Présentatrice
- 2010 : La ley de la selva (Mega) : Présentatrice
- 2010 : Golpe bajo (Mega) : Coprésentatrice
- 2010 : Gigantes con Vivi (Mega) : Mannequin
- 2011 : Fiebre de baile 4 (Chilevisión) : Participante
- 2012 : Mundos opuestos (Canal 13) : Hôtesse du futur
- 2012 : Pareja perfecta (Canal 13) : Hôtesse
- 2013-2014 : Mujeres Primero (La Red) : Elle-même (Invitée, S3 : 2 épisodes, S4 : 1 épisode)
- 2014 : SQP (Chilevisión) : Elle-même (Invitée)
- 2015 : Fox Fit (Fox Sports Chile)

### Telenovelas
- 2011 : Vampiras (Chilevisión) : Pamela del Madrigal (Antagoniste)

### Séries et unitaires
- 2009 : Casado con hijos (Mega) : Francisca (Participation spéciale)